# Bert Aipassa
Bert Aipassa (7 december 1969) is een Nederlands voetballer van Molukse komaf die als verdediger speelde.
Aipassa speelde tussen 1990 en begin 1994 voor FC Utrecht. Hierna werd hij tot het einde van het seizoen 1993/94 verhuurd aan HFC Haarlem. Voor Utrecht speelde hij 23 wedstrijden waarin hij één doelpunt maakte. Na één wedstrijd voor Haarlem reed hij door na een dodelijk verkeersongeluk en werd hij tot een jaar celstraf veroordeeld werd.
Hierna speelde hij nog bij de amateurs van VV Nijenrodes en FC Chabab. Ook speelde hij zaalvoetbal voor De Hommel.